# Fredric M. Frank
Fredric M. Frank (* 9. Juli 1911 in New York City, New York als Fredric Maurice Frank; † 9. Mai 1977 in Los Angeles, Kalifornien) war ein US-amerikanischer Drehbuchautor, der 1953 einen Oscar für die beste Originalgeschichte gewann.

## Leben
Frank begann seine Karriere als Drehbuchautor in der Filmwirtschaft Hollywoods 1940 bei dem Film Escape to Glory und verfasste bis 1965 die Drehbücher und Vorlagen für zehn Filme und Fernsehserien.
Bei der Oscarverleihung 1953 gewann er zusammen mit Theodore St. John und Frank Cavett den Oscar für die beste Originalgeschichte für Die größte Schau der Welt (1952) von Cecil B. DeMille mit Betty Hutton, Cornel Wilde und Charlton Heston in den Hauptrollen.
Franks Tochter ist die Schriftstellerin Katherine Ashe.

## Filmografie (Auswahl)
- 1947: Die Unbesiegten (Unconquered)
- 1949: Samson und Delilah (Samson and Delilah)
- 1952: Die größte Schau der Welt (The Greatest Show on Earth)
- 1956: Die zehn Gebote (The Ten Commandments)
- 1961: El Cid

## Auszeichnungen
- 1953: Oscar für die beste Originalgeschichte